# Empis loici
Empis loici är en tvåvingeart som beskrevs av Christophe Daugeron och Patrick Grootaert 2005. Empis loici ingår i släktet Empis och familjen dansflugor.
Artens utbredningsområde är Centralafrikanska republiken. Inga underarter finns listade i Catalogue of Life.